# SS Cufic (1904)

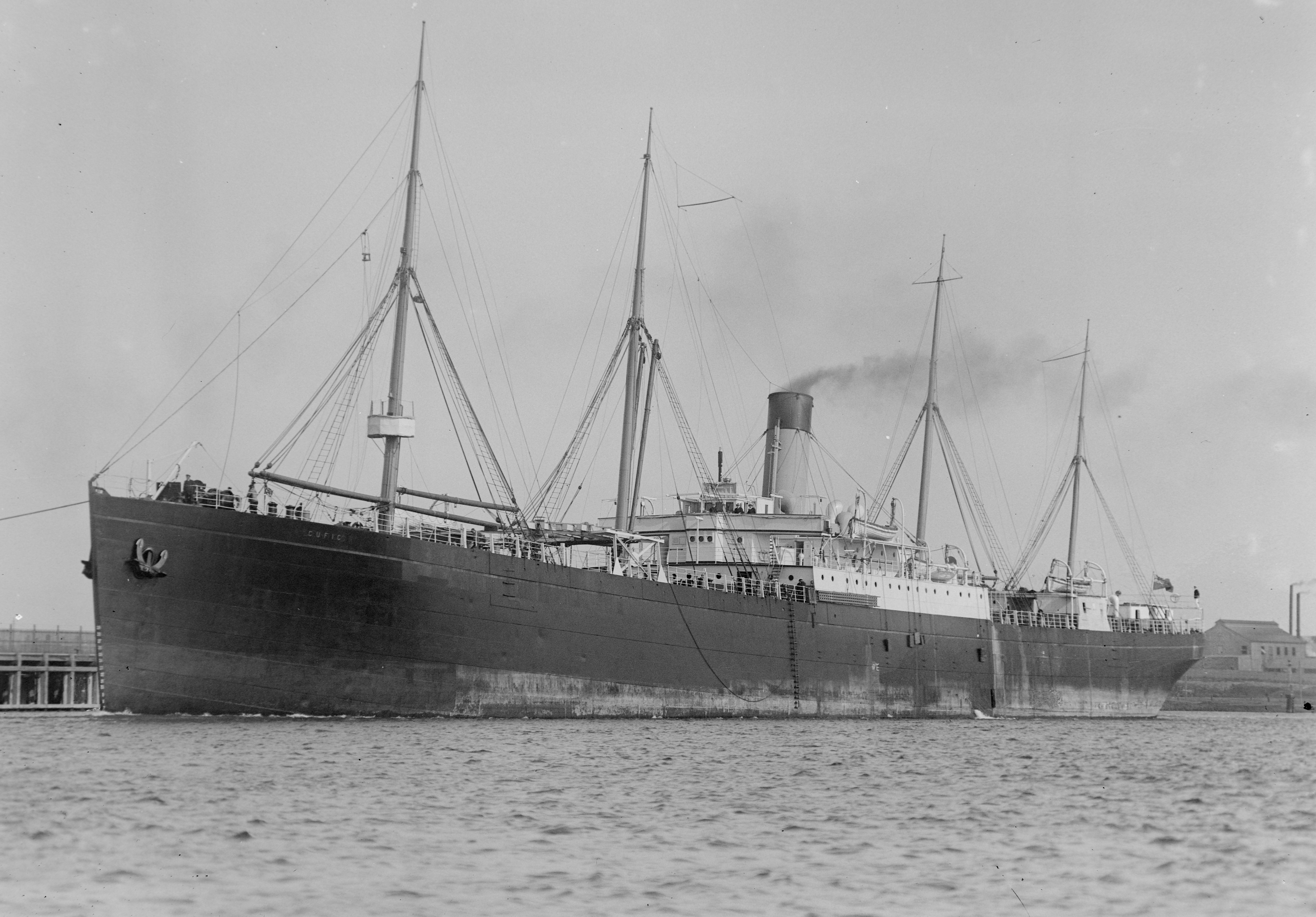
Parník SS Cufic

SS Cufic byl parník vybudovaný v loděnicích Harland & Wolff v Belfastu původně pod jménem American pro společnost West India Pacific Steamship Company v roce 1895. Byl navržen jako nákladní loď, ale měl také prostory pro cestující. Byl prodán nejprve společnosti Leyland Line a následně roku 1904 rejdařství White Star Line a přejmenován na Cufic. White Star Line si nahradila původní Cufic, který prodala.
Na jeho palubě sloužil mladý důstojník Henry Wilde, který se později stal vedoucím pracovníkem na palubě Titaniku. Měl opravdu tragický příběh: v roce 1910 mu zemřela manželka a dva synové a o dva roky později na Titaniku zemřel i on. Někteří historikové říkají, že to byl on, kdo se sám na Titaniku po srážce s ledovcem zastřelil (svědkové vypověděli, že se na palubě jeden důstojník zastřelil).
V roce 1924 byl Cufic prodán do Itálie a přejmenován na Antiartico. Později byl znovu prodán další italské společnosti Bozzo and Mortola a přejmenován na Maria Gulia. Nakonec byl v roce 1932 sešrotován.